# Pi1 Hydri
Pi1 Hydri (35 Hydri) é uma estrela na direção da constelação de Hydrus. Possui uma ascensão reta de 02h 14m 14.50s e uma declinação de −67° 50′ 29.6″. Sua magnitude aparente é igual a 5.57. Considerando sua distância de 739 anos-luz em relação à Terra, sua magnitude absoluta é igual a −1.21. Pertence à classe espectral M1III.